# 似蛇弱頭鰻
似蛇弱頭鰻為輻鰭魚綱鰻鱺目糯鰻亞目蛇鰻科的其中一種，分布於紅海海域，為底棲性魚類，屬肉食性，生活習性不明。